# Lista de episódios de South Park

Os protagonistas da série esperam o ônibus para a escola. Da esquerda para a direita: Eric Cartman, Kyle Broflovski, Stan Marsh, e Kenny McCormick

Esta é a lista de episódios de South Park, série animada estadunidense criada por Trey Parker e Matt Stone para o canal Comedy Central.
Destinado ao público adulto, o programa tornou-se infame por seu humor negro, cruel, surreal e satírico que abrange assuntos os mais variados. A narrativa padrão gira em torno de quatro crianças — Stan Marsh, Kyle Broflovski, Eric Cartman e Kenny McCormick — e suas aventuras bizarras na cidade-título do programa.
Parker e Stone, que se conheceram na universidade, desenvolveram a série a partir de dois curtas de animação criados por eles em 1992 e 1995. A segunda produção tornou-se um dos primeiros vídeos virais da internet, o que acabou levando ao desenvolvimento do programa. South Park estreou em 13 de agosto de 1997 obtendo êxito instantâneo e alcançando posteriormente as maiores audiências da televisão paga nos Estados Unidos. Apesar de inconsistente em seus índices de audiência, o programa permanece como a atração mais aclamada e duradoura do Comedy Central. Originalmente produzido através de animação de recortes, cada episódio é atualmente realizado em um software que reproduz o estilo característico do programa.
A série foi produzida inicialmente para exibição até a vigésima temporada, em 2016. Recebeu vários prêmios, incluindo cinco Primetime Emmy Awards, um Prêmio Peabody e várias inclusões em listas de melhores programas de televisão. A popularidade do programa resultou em um filme: South Park: Bigger, Longer and Uncut (South Park: Maior Melhor e Sem Cortes), que foi lançado em junho de 1999, menos de dois anos após a estreia do show, tornando-se um sucesso comercial e de crítica. Em 2013, o TV Guide classificou South Park como o décimo maior desenho animados TV de todos os tempos. South Park é a terceira série animada que está a mais tempo em produção e exibição nos Estados Unidos, logo atrás de Os Simpsons e Arthur.

## Episódios

### Temporada 1:1997-1998
| No. | #  | Título                            | Diretor                  | Roteirista                             | Exibição original       | Código de produção | Audiência (em milhões) |
| --- | -- | --------------------------------- | ------------------------ | -------------------------------------- | ----------------------- | ------------------ | ---------------------- |
| 1   | 1  | "Cartman Gets an Anal Probe"      | Trey Parker              | Trey Parker e Matt Stone               | 13 de Agosto de 1997    | 101                | 0,98                   |
| 2   | 2  | "Weight Gain 4000"                | Trey Parker e Matt Stone | Trey Parker e Matt Stone               | 20 de Agosto de 1997    | 102                | N/A                    |
| 3   | 3  | "Volcano"                         | Trey Parker e Matt Stone | Trey Parker e Matt Stone               | 27 de Agosto de 1997    | 103                | 1.0                    |
| 4   | 4  | "Big Gay Al's Big Gay Boat Ride"  | Trey ParkerTrey Parker   | Trey Parker e Matt Stone               | 3 de Setembro de 1997   | 104                | N/A                    |
| 5   | 5  | "An Elephant Makes Love to a Pig" | (não creditado)          | Trey Parker, Matt Stone, Dan Sterling  | 10 de Setembro de 1997  | 105                | N/A                    |
| 6   | 6  | "Death"                           | Matt Stone               | Trey Parker e Matt Stone               | 17 de Setembro de 1997  | 106                | 1.3                    |
| 7   | 7  | "Pinkeye"                         | Trey Parker e Matt Stone | Trey Parker, Matt Stone                | 29 de Outubro de 1997   | 107                | 2.7                    |
| 8   | 8  | "Starvin' Marvin"                 | Trey Parker              | Trey Parker                            | 19 de Novembro de 1997  | 109                | 2.2                    |
| 9   | 9  | "Mr. Hankey, the Christmas Poo"   | Trey Parker e Matt Stone | Trey Parker                            | 17 de Dezembro de 1997  | 110                | 4.5                    |
| 10  | 10 | "Damien"                          | Trey Parker              | Trey Parker e Matt Stone               | 4 de Fevereiro de 1998  | 108                | 5.1                    |
| 11  | 11 | "Tom's Rhinoplasty"               | (não créditado)          | Trey Parker                            | 11 de Fevereiro de 1998 | 111                | 4.1                    |
| 12  | 12 | "Mecha-Streisand"                 | Trey Parker              | Trey Parker, Philip Stark e Matt Stone | 18 de Fevereiro de 1998 | 112                | 5.4                    |
| 13  | 13 | "Cartman's Mom Is a Dirty Slut"   | Trey Parker              | Trey Parker & David R. Goodman         | 25 de Fevereiro de 1998 | 113                | 6.4                    |

### Temporada 2:1998-1999
| N° na temporada | N° total | Título                                           | Dirigido por | Escrito por                              | Estreia nos EUA        | Titulo em Portugues.                                  |
| --------------- | -------- | ------------------------------------------------ | ------------ | ---------------------------------------- | ---------------------- | ----------------------------------------------------- |
| 1               | 14       | "Terrance and Phillip in Not Without My Anus"    | Trey Parker  | Trey Parker Trisha Nixon                 | 01 de Abril de 1998    | Terrance e Phillip em: Eu Não Sou Nada Sem o Meu Ânus |
| 2               | 15       | "Cartman’s Mom Is Still a Dirty Slut"            | Trey Parker  | Trey Parker David Goodman                | 22 de Abril de 1998    | A Mãe do Cartman Ainda é Uma P*** Suja                |
| 3               | 16       | "Chickenlover"                                   | Trey Parker  | Trey Parker Matt Stone,David Goodman     | 20 de Maio de 1998     | O Amante de Galinhas                                  |
| 4               | 17       | "Ike's Wee Wee"                                  | Trey Parker  | Trey Parker                              | 27 de Maio de 1998     | O Pintinho do Ike                                     |
| 5               | 18       | "Conjoined Fetus Lady"                           | Trey Parker  | Trey Parker Matt Stone David Goodman     | 03 de Junho de 1998    | A Mulher Com Um Feto Conjugado                        |
| 6               | 19       | "The Mexican Staring Frog of Southern Sri Lanka" | Trey Parker  | Trey Parker Matt Stone                   | 10 de Junho de 1998    | O Sapo do Sul do Sri-Lanka que Encara                 |
| 7               | 20       | "Flashbacks"                                     | Trey Parker  | Trey Parker Nancy M. Pimental            | 17 de Junho de 1998    | Flashback                                             |
| 8               | 21       | "Summers Sucks"                                  | Trey Parker  | Trey Parker Nancy M. Pimental            | 24 de Junho de 1998    | O Verão é Ruim                                        |
| 9               | 22       | "Chef’s Salty Chocolate Balls"                   | Trey Parker  | Trey Parker Matt Stone Nancy M. Pimental | 19 de Agosto de 1998   | As Bolas de Chocolate Salgadas do Chef                |
| 10              | 23       | "Chickenpox"                                     | Trey Parker  | Trey Parker Matt Stone Trisha Nixon      | 26 de Agosto de 1998   | Catapora                                              |
| 11              | 24       | "Roger Ebert Should Lay Off the Fatty Foods"     | Trey Parker  | Trey Parker David Goodman                | 02 de setembro de 1998 | Roger Ebert Deveria Parar com as Comidas Gordurosas   |
| 12              | 25       | "Clubhouses"                                     | Trey Parker  | Trey Parker Nancy M. Pimental            | 23 de setembro de 1998 | Casas do Clube                                        |
| 13              | 26       | "Cow Days"                                       | Trey Parker  | Trey Parker David Goodman                | 30 de Setembro de 1998 | Dia das Vacas                                         |
| 14              | 27       | "Chef Aid"                                       | Trey Parker  | Trey Parker Matt Stone                   | 07 de Outubro de 1998  | Ajudem o Chef                                         |
| 15              | 28       | "Spooky Fish"                                    | Trey Parker  | Trey Parker                              | 28 de Outubro de 1998  | Peixe Assombrado                                      |
| 16              | 29       | "Merry Christmas Charlie Manson!"                | Eric Stough  | Trey Parker Nancy M. Pimental            | 09 de Dezembro de 1998 | Feliz Natal Charlie Manson!                           |
| 17              | 30       | "Gnomes"                                         | Trey Parker  | Trey Parker Matt Stone] Pam brady        | 16 de dezembro de 1998 | Gnomos                                                |
| 18              | 31       | "Prehistoric Ice Man"                            | Eric Stough  | Trey Parker Nancy M. Pimental            | 20 de Janeiro de 1999  | O homem do Gelo Pré-Histórico                         |

### Terceira Temporada:1999-2000
| N° na temporada | N° total | Título                                 | Dirigido por            | Escrito por            | Estreia nos EUA        | Titulo em Português.                          |
| --------------- | -------- | -------------------------------------- | ----------------------- | ---------------------- | ---------------------- | --------------------------------------------- |
| 1               | 32       | "Rainforest Schmainforest"             | Eric Stough             | Trey Parker Matt Stone | 7 de abril de 1999     | Floresta Chuvosa Schmainforest                |
| 2               | 33       | "Spontaneous Combustion"               | Matt Stone              | Trey Parker Matt Stone | 14 de Abril de 1999    | Combustão espontânea                          |
| 3               | 34       | "The Succubus"                         | Trey Parker             | Trey Parker Matt Stone | 21 de Abril de 1999    | A Succubus                                    |
| 4               | 35       | "Jakovassaurs"                         | Matt Stone              | Trey Parker Matt Stone | 16 de junho de 1999    | Jackovassauro                                 |
| 5               | 36       | "Tweek vs. Craig"                      | Trey Parker             | Trey Parker Matt Stone | 23 de junho de 1999    | Tweek vs. Craig                               |
| 6               | 37       | "Sexual Harassment Panda"              | Eric Stough             | Trey Parker Matt Stone | 7 de julho de 1999     | Panda do assédio sexual                       |
| 7               | 38       | "Cat Orgy(part 1)"                     | Trey Parker             | Trey Parker Matt Stone | 14 de julho de 1999    | Orgia felina                                  |
| 8               | 39       | "Two Guys Naked in a Hot Tub(parte 2)" | Trey Parker             | Trey Parker Matt Stone | 21 de julho de 1999    | Dois caras pelados na jacuzzi                 |
| 9               | 40       | "Jewbilee(Parte 3)"                    | Trey Parker             | Trey Parker Matt Stone | 28 de julho de 1999    | Jubileu                                       |
| 10              | 41       | "Korn’s Groovy Pirate Ghost Mystery"   | Trey Parker             | Trey Parker Matt Stone | 27 de outubro de 1999  | Korn no Mistério dos Piratas Fantasmas Legais |
| 11              | 42       | "Chinpokomon"                          | Trey Parker Eric Stough | Trey Parker Matt Stone | 3 de novembro de 1999  | Chinpokomon                                   |
| 12              | 43       | "Hooked on Monkey fonics"              | Trey Parker             | Trey Parker Matt Stone | 10 de novembro de 1999 | Viciado em macacos fônicos                    |
| 13              | 44       | "Starvin Marvin in Space"              | Trey Parker             | Trey Parker Matt Stone | 17 de novembro de 1999 | Marvin Faminto no Espaço                      |
| 14              | 45       | "The Red Badge of Gayness"             | Trey Parker             | Trey Parker Matt Stone | 24 de novembro de 1999 | O Emblema Vermelho da Homossexualidade        |
| 15              | 46       | "Mr. Hankey’s Christmas Classics"      | Trey Parker             | Trey Parker Matt Stone | 1 de dezembro de 1999  | Classicos de Natal do Sr. Hankey              |
| 16              | 47       | "Are You There God? It’s Me, Jesus."   | Eric Stough             | Trey Parker Matt Stone | 29 de dezembro de 1999 | Você está aí Deus? Sou eu Jesus.              |
| 17              | 48       | "Worldwide Recorder Concert"           | Eric Stough             | Trey Parker Matt Stone | 12 de janeiro de 2000  | Concerto Mundial de Flautistas                |

### Quarta Temporada:2000
| N° na temporada | N° Total | Título                                   | Dirigido por            | Escrito por            | Estreia nos EUA        | Título em Português.                |
| --------------- | -------- | ---------------------------------------- | ----------------------- | ---------------------- | ---------------------- | ----------------------------------- |
| 1               | 49       | "The Tooth Fairy’s Tats"                 | Trey Parker             | Trey Parker Matt Stone | 5 de abril de 2000     | A Máfia da Fada dos Dentes          |
| 2               | 50       | "Cartman’s Silly Hate Crime"             | Trey Parker Eric Stough | Trey Parker Matt Stone | 12 de abril de 2000    | Cartman e o Estúpido Crime Odiento  |
| 3               | 51       | "Timmy"                                  | Trey Parker             | Trey Parker Matt Stone | 19 de abril de 2000    | Timmy                               |
| 4               | 52       | "Quintuplets"                            | Trey Parker             | Trey Parker Matt Stone | 26 de abril de 2000    | Quintuplas                          |
| 5               | 53       | "Cartman Joins NAMBLA"                   | Eric Stough             | Trey Parker Matt Stone | 21 de junho de 2000    | Cartman Entra Para o NAMBLA         |
| 6               | 54       | "Cherokee Hair Tampons"                  | Trey Parker             | Trey Parker Matt Stone | 28 de junho de 2000    | Tampões de Cabelo Cherokee          |
| 7               | 55       | "Chef Goes Nanners"                      | Trey Parker Eric Stough | Trey Parker Matt Stone | 5 de julho de 2000     | Chef Vai Contra a Bandeira          |
| 8               | 56       | "Something You Can Do with Your Finger"  | Trey Parker             | Trey Parker Matt Stone | 12 de julho de 2000    | Algo Que Você Pode Fazer com o Dedo |
| 9               | 57       | "Do the Handicapped Go to Hell?(part 1)" | Trey Parker             | Trey Parker Matt Stone | 19 de julho de 2000    | Os Aleijados Vão Para o Inferno?    |
| 10              | 58       | "Probably"                               | Trey Parker             | Trey Parker Matt Stone | 26 de julho de 2000    | Provavelmente                       |
| 11              | 59       | "4th Grade"                              | Trey Parker             | Trey Parker Matt Stone | 8 de novembro de 2000  | 4ª série                            |
| 12              | 60       | "Trapper keeper"                         | Trey Parker             | Trey Parker Matt Stone | 15 de novembro de 2000 | O Estojo da Escola                  |
| 13              | 61       | "Hellen Keller! The Musical"             | Trey Parker             | Trey Parker Matt Stone | 22 de novembro de 2000 | Hellen Keller! O Musical            |
| 14              | 62       | "Pip"                                    | Eric Stough             | Trey Parker Matt Stone | 29 de novembro de 2000 | Pip                                 |
| 15              | 63       | "Fat Camp"                               | Trey Parker             | Trey Parker Matt Stone | 6 de dezembro de 2000  | Acampamento para Gordos             |
| 16              | 64       | "The Wacky Molestation Adventure"        | Trey Parker             | Trey Parker Matt Stone | 13 de dezembro de 2000 | A Louca Aventura do Assédio Sexual  |
| 17              | 65       | "A Very Crappy Christmas"                | Adrien Beard            | Trey Parker Matt Stone | 20 de dezembro de 2000 | Um Natal Realmente de Merda         |

### Quinta Temporada:2001
| # S | # T | Título                                  | Dirigido por | Escrito por            | Estreia nos EUA        | Código de Prod. |
| --- | --- | --------------------------------------- | ------------ | ---------------------- | ---------------------- | --------------- |
| 1   | 66  | "It Hits the Fan"                       | Trey Parker  | Trey Parker Matt Stone | 20 de junho de 2001    | 501             |
| 2   | 67  | "Cripple Fights"                        | Trey Parker  | Trey Parker Matt Stone | 27 de junho de 2001    | 502             |
| 3   | 68  | "Super Best Friends"                    | Trey Parker  | Trey Parker Matt Stone | 4 de julho de 2001     | 503             |
| 4   | 69  | "Scott Tenorman Must Die"               | Eric Stough  | Trey Parker Matt Stone | 11 de julho de 2001    | 504             |
| 5   | 70  | "Terrance and Phillip: Behind the Blow" | Trey Parker  | Trey Parker Matt Stone | 18 de julho de 2001    | 505             |
| 6   | 71  | "Cartmanland"                           | Trey Parker  | Trey Parker Matt Stone | 25 de julho de 2001    | 506             |
| 7   | 72  | "Proper Condom Use"                     | Trey Parker  | Trey Parker Matt Stone | 1 de agosto de 2001    | 507             |
| 8   | 73  | "Towelie"                               | Trey Parker  | Trey Parker Matt Stone | 8 de agosto de 2001    | 508             |
| 9   | 74  | "Osama Bin Laden Has Farty Pants"       | Trey Parker  | Trey Parker Matt Stone | 7 de novembro de 2001  | 509             |
| 10  | 75  | "How to Eat with Your Butt"             | Tray Parker  | Trey Parker Matt Stone | 14 de novembro de 2001 | 510             |
| 11  | 76  | "The Entity"                            | Trey Parker  | Trey Parker Matt Stone | 21 de novembro de 2001 | 512             |
| 12  | 77  | "Here Comes the Neighborhood"           | Eric Stough  | Trey Parker Matt Stone | 28 de novembro de 2001 | 512             |
| 13  | 78  | "Kenny Dies"                            | Trey Parker  | Trey Parker Matt Stone | 5 de dezembro de 2001  | 513             |
| 14  | 79  | "Butters' Very Own Episode"             | Eric Stough  | Trey Parker Matt Stone | 12 de dezembro de 2001 | 514             |

### Sexta Temporada:2002
| No. | Nº na temporada | Título                                                       | Diretor     | Roteirista                | Exibição original      | Código de produção |
| --- | --------------- | ------------------------------------------------------------ | ----------- | ------------------------- | ---------------------- | ------------------ |
| 80  | 01              | "Jared Has Aides"                                            | Trey Parker | Trey Parker               | 06 de março de 2002    | 601                |
| 81  | 02              | "Asspen"                                                     | Trey Parker | Trey Parker               | 13 de março de 2002    | 602                |
| 82  | 03              | "Freak Strike"                                               | Trey Parker | Trey Parker               | 25 de março de 2002    | 603                |
| 83  | 04              | "Fun with Veal"                                              | Trey Parker | Trey Parker               | 01 de abril de 2002    | 604                |
| 84  | 05              | "The New Terrance and Phillip Movie Trailer"                 | Trey Parker | Trey Parker               | 08 de abril de 2002    | 605                |
| 85  | 06              | "Professor Chaos"                                            | Trey Parker | Trey Parker               | 15 de abril de 2002    | 606                |
| 86  | 07              | "Simpsons Already Did It"                                    | Trey Parker | Trey Parker               | 22 de abril de 2002    | 607                |
| 87  | 08              | "Red Hot Catholic Love"                                      | Trey Parker | Trey Parker               | 07 de outubro de 2002  | 608                |
| 88  | 09              | "Free Hat"                                                   | Trey Parker | Trey Parker               | 14 de outubro de 2002  | 609                |
| 89  | 10              | "Bebe's Boobs Destroy Society"                               | Trey Parker | Trey Parker               | 21 de outubro de 2002  | 610                |
| 90  | 11              | "Child Abduction Is Not Funny"                               | Trey Parker | Trey Parker               | 28 de outubro de 2002  | 611                |
| 91  | 12              | "A Ladder to Heaven"                                         | Trey Parker | Trey Parker               | 04 de novembro de 2002 | 612                |
| 92  | 13              | "The Return of the Fellowship of the Ring to the Two Towers" | Trey Parker | Trey Parker               | 11 de novembro de 2002 | 613                |
| 93  | 14              | "The Death Camp of Tolerance"                                | Trey Parker | Trey Parker               | 18 de novembro de 2002 | 614                |
| 94  | 15              | "The Biggest Douche in the Universe"                         | Trey Parker | Trey Parker               | 27 de novembro de 2002 | 615                |
| 95  | 16              | "My Future Self n' Me"                                       | Trey Parker | Trey Parker & Eric Stough | 04 de dezembro de 2002 | 616                |
| 96  | 17              | "Red Sleigh Down"                                            | Trey Parker | Trey Parker               | 11 de dezembro de 2002 | 617                |

### Sétima Temporada:2003
| # S | # T | Título                      | Dirigido por | Escrito por            | Estreia nos EUA        | Código de Prod. |
| --- | --- | --------------------------- | ------------ | ---------------------- | ---------------------- | --------------- |
| 1   | 97  | "Cancelled"                 | Trey Parker  | Trey Parker Matt Stone | 19 de março de 2003    | 701             |
| 2   | 98  | "Krazy Kripples"            | Trey Parker  | Trey Parker Matt Stone | 26 de março de 2003    | 702             |
| 3   | 99  | "Toilet Paper"              | Trey Parker  | Trey Parker Matt Stone | 2 de abril de 2003     | 703             |
| 4   | 100 | "I'm a Little Bit Country"  | Trey Parker  | Trey Parker Matt Stone | 9 de abril de 2003     | 704             |
| 5   | 101 | "Fat Butt and Pancake Head" | Trey Parker  | Trey Parker Matt Stone | 16 de abril de 2003    | 705             |
| 6   | 102 | "Lil' Crime Stoppers"       | Trey Parker  | Trey Parker Matt Stone | 23 de abril de 2003    | 706             |
| 7   | 103 | "Red Man's Greed"           | Trey Parker  | Trey Parker Matt Stone | 30 de abril de 2003    | 707             |
| 8   | 104 | "South Park Is Gay"         | Trey Parker  | Trey Parker Matt Stone | 22 de outubro de 2003  | 705             |
| 9   | 105 | "Christian Rock Hard"       | Trey Parker  | Trey Parker Matt Stone | 29 de outubro de 2003  | 709             |
| 10  | 106 | "Grey Dawn"                 | Trey Parker  | Trey Parker Matt Stone | 5 de novembro de 2003  | 710             |
| 11  | 107 | "Casa Bonita"               | Trey Parker  | Trey Parker Matt Stone | 12 de novembro de 2003 | 711             |
| 12  | 108 | "All About Mormons"         | Trey Parker  | Trey Parker Matt Stone | 19 de novembro de 2003 | 712             |
| 13  | 109 | "Butt Out"                  | Trey Parker  | Trey Parker Matt Stone | 3 de dezembro de 2003  | 713             |
| 14  | 110 | "Raisins"                   | Trey Parker  | Trey Parker Matt Stone | 10 de dezembro de 2003 | 714             |
| 15  | 111 | "It's Christmas in Canada"  | Trey Parker  | Trey Parker Matt Stone | 17 de dezembro de 2003 | 715             |

### Oitava Temporada:2004
| # S | # T | Título                               | Dirigido por | Escrito por            | Estreia nos EUA        | Código de Prod. |
| --- | --- | ------------------------------------ | ------------ | ---------------------- | ---------------------- | --------------- |
| 1   | 112 | "Good Times With Weapons"            | Trey Parker  | Trey Parker Matt Stone | 17 de março de 2004    | 801             |
| 2   | 113 | "Up the Down Steroid"                | Trey Parker  | Trey Parker Matt Stone | 24 de março de 2004    | 802             |
| 3   | 114 | "The Passion of the Jew"             | Trey Parker  | Trey Parker Matt Stone | 31 de março de 2004    | 803             |
| 4   | 115 | "You Got F'd in the A"               | Trey Parker  | Trey Parker Matt Stone | 7 de abril de 2004     | 804             |
| 5   | 116 | "AWESOM-O"                           | Trey Parker  | Trey Parker Matt Stone | 14 de abril de 2004    | 805             |
| 6   | 117 | "The Jeffersons"                     | Trey Parker  | Trey Parker Matt Stone | 21 de abril de 2004    | 806             |
| 7   | 118 | "Goobacks"                           | Trey Parker  | Trey Parker Matt Stone | 28 de abril de 2004    | 807             |
| 8   | 119 | "Douche and Turd"                    | Trey Parker  | Trey Parker Matt Stone | 27 de outubro de 2004  | 808             |
| 9   | 120 | "Something Wall-Mart This Way Comes" | Trey Parker  | Trey Parker Matt Stone | 3 de novembro de 2004  | 809             |
| 10  | 121 | "Pre-School"                         | Trey Parker  | Trey Parker Matt Stone | 10 de novembro de 2004 | 810             |
| 11  | 122 | "Quest for Ratings"                  | Trey Parker  | Trey Parker Matt Stone | 17 de novembro de 2004 | 811             |
| 12  | 123 | "Stupid Spoiled Whore Video Playset" | Trey Parker  | Trey Parker Matt Stone | 1 de dezembro 2004     | 812             |
| 13  | 124 | "Cartman’s Incredible Gift"          | Trey Parker  | Trey Parker Matt Stone | 8 de dezembro de 2004  | 813             |
| 14  | 125 | "Woodland Critter Christmas"         | Trey Parker  | Trey Parker Matt Stone | 15 de dezembro de 2004 | 814             |

### Nona Temporada:2005
| # S | # T | Título                                   | Dirigido por | Escrito por              | Estreia nos EUA        | Código de Prod. |
| --- | --- | ---------------------------------------- | ------------ | ------------------------ | ---------------------- | --------------- |
| 1   | 126 | "Mr. Garrison's Fancy New Vagina"        | Trey Parker  | Trey Parker Brian Graden | 9 de março de 2005     | 901             |
| 2   | 127 | "Die Hippie, Die"                        | Trey Parker  | Trey Parker Matt Stone   | 16 de março de 2005    | 902             |
| 3   | 128 | "Wing"                                   | Trey Parker  | Trey Parker Matt Stone   | 23 de março de 2005    | 903             |
| 4   | 129 | "Best Friends Forever!!!"                | Trey Parker  | Trey Parker Matt Stone   | 30 de março de 2005    | 904             |
| 5   | 130 | "The Losing Edge"                        | Trey Parker  | Trey Parker Matt Stone   | 6 de abril de 2005     | 905             |
| 6   | 131 | "The Death of Eric Cartman"              | Trey Parker  | Trey Parker Matt Stone   | 13 de abril de 2005    | 906             |
| 7   | 132 | "Erection Day"                           | Trey Parker  | Trey Parker Matt Stone   | 20 de abril de 2005    | 907             |
| 8   | 133 | "Two Days Before the Day After Tomorrow" | Trey Parker  | Trey Parker Matt Stone   | 19 de outubro de 2005  | 904             |
| 9   | 134 | "Marjorine"                              | Trey Parker  | Trey Parker Matt Stone   | 26 de outubro de 2005  | 909             |
| 10  | 135 | "Follow That Egg"                        | Trey Parker  | Trey Parker Brian Graden | 2 de novembro de 2005  | 910             |
| 11  | 136 | "Ginger Kids"                            | Trey Parker  | Trey Parker Brian Graden | 9 de novembro de 2005  | 911             |
| 12  | 137 | "Trapped in the Closet"                  | Trey Parker  | Trey Parker              | 16 de novembro de 2005 | 912             |
| 13  | 138 | "Free Willzyx"                           | Trey Parker  | Trey Parker Brian Graden | 30 de novembro de 2005 | 913             |
| 14  | 139 | "Bloody Mary"                            | Trey Parker  | Trey Parker Brian Graden | 7 de dezembro de 2005  | 914             |

### Décima Temporada:2006
| # S | # T | Título                        | Dirigido por | Escrito por              | Estreia nos EUA        | Código de Prod. |
| --- | --- | ----------------------------- | ------------ | ------------------------ | ---------------------- | --------------- |
| 1   | 140 | "The Return of Chef"          | Trey Parker  | Trey Parker              | 22 de março de 2006    | 1001            |
| 2   | 141 | "Smug Alert!"                 | Trey Parker  | Trey Parker Matt Stone   | 29 de março de 2006    | 1002            |
| 3   | 142 | "Cartoon Wars: Part 1"        | Trey Parker  | Trey Parker Brian Graden | 5 de abril de 2006     | 1003            |
| 4   | 143 | "Cartoon Wars: Part 2"        | Trey Parker  | Trey Parker Brian Graden | 12 de abril de 2006    | 1004            |
| 5   | 144 | "A Million Little Fibers"     | Trey Parker  | Trey Parker              | 19 de abril de 2006    | 1005            |
| 6   | 145 | "ManBearPig"                  | Trey Parker  | Trey Parker Matt Stone   | 26 de abril de 2006    | 1006            |
| 7   | 146 | "Tsst"                        | Trey Parker  | Trey Parker Matt Stone   | 3 de maio de 2006      | 1007            |
| 8   | 147 | "Make Love, Not Warcraft"     | Trey Parker  | Trey Parker Brian Graden | 4 de outubro de 2006   | 1008            |
| 9   | 148 | "Mystery of the Urinal Deuce" | Trey Parker  | Trey Parker Matt Stone   | 29 de março de 2006    | 1009            |
| 10  | 149 | "Miss Teacher Bangs a Boy"    | Trey Parker  | Trey Parker Matt Stone   | 18 de outubro de 2006  | 1010            |
| 11  | 150 | "Hell on Earth 2006"          | Trey Parker  | Trey Parker Matt Stone   | 25 de outubro de 2006  | 1011            |
| 12  | 151 | "Go God Go"                   | Trey Parker  | Trey Parker              | 1 de novembro de 2006  | 1012            |
| 13  | 152 | "Go God Go XII"               | Trey Parker  | Trey Parker              | 8 de novembro de 2006  | 1013            |
| 14  | 153 | "Stanley's Cup"               | Trey Parker  | Trey Parker Matt Stone   | 15 de novembro de 2006 | 1014            |

### Décima Primeira Temporada:2007
| # S | # T | Título                            | Dirigido por | Escrito por            | Estreia nos EUA        | Código de Prod. |
| --- | --- | --------------------------------- | ------------ | ---------------------- | ---------------------- | --------------- |
| 1   | 154 | "With Apologies to Jesse Jackson" | Trey Parker  | Trey Parker            | 7 de março de 2007     | 1101            |
| 2   | 155 | "Cartman Sucks"                   | Trey Parker  | Trey Parker            | 14 de março de 2007    | 1102            |
| 3   | 156 | "Lice Capades"                    | Trey Parker  | Trey Parker Matt Stone | 21 de março de 2007    | 1103            |
| 4   | 157 | "The Snuke"                       | Trey Parker  | Trey Parker            | 28 de março de 2007    | 1104            |
| 5   | 158 | "Fantastic Easter Special"        | Trey Parker  | Trey Parker Matt Stone | 4 de abril de 2007     | 1105            |
| 6   | 159 | "D-Yikes!"                        | Trey Parker  | Trey Parker Matt Stone | 11 de abril de 2007    | 1106            |
| 7   | 160 | "Night of the Living Homeless"    | Trey Parker  | Trey Parker Matt Stone | 18 de abril de 2007    | 1107            |
| 8   | 161 | "Le Petit Tourette"               | Trey Parker  | Trey Parker            | 3 de outubro de 2007   | 1108            |
| 9   | 162 | "More Crap"                       | Trey Parker  | Trey Parker Matt Stone | 10 de outubro de 2007  | 1109            |
| 10  | 163 | "Imaginationland: Part 1"         | Trey Parker  | Trey Parker            | 17 de outubro de 2007  | 1110            |
| 11  | 164 | "Imaginationland: Part 2"         | Trey Parker  | Trey Parker Matt Stone | 24 de outubro de 2007  | 1111            |
| 12  | 165 | "Imaginationland: Part 3"         | Trey Parker  | Trey Parker Matt Stone | 31 de outubro de 2007  | 1112            |
| 13  | 166 | "Guitar Queer-o"                  | Trey Parker  | Trey Parker            | 7 de novembro de 2007  | 1113            |
| 14  | 167 | "The List"                        | Trey Parker  | Trey Parker            | 14 de novembro de 2007 | 1114            |

### Décima Segunda Temporada:2008
| # S | # T | Título                      | Dirigido por | Escrito por            | Estreia nos EUA        | Código de Prod. |
| --- | --- | --------------------------- | ------------ | ---------------------- | ---------------------- | --------------- |
| 1   | 168 | "Tonsil Trouble"            | Trey Parker  | Trey Parker            | 12 de março de 2008    | 1201            |
| 2   | 169 | "Britney's New Look"        | Trey Parker  | Trey Parker            | 19 de março de 2008    | 1202            |
| 3   | 170 | "Major Boobage"             | Trey Parker  | Trey Parker            | 26 de março de 2008    | 1203            |
| 4   | 171 | "Canada on Strike"          | Trey Parker  | Trey Parker            | 2 de abril de 2008     | 1204            |
| 5   | 172 | "Eek, a P****!"             | Trey Parker  | Trey Parker            | 9 de abril de 2008     | 1205            |
| 6   | 173 | "Over Logging"              | Trey Parker  | Trey Parker Matt Stone | 16 de abril de 2008    | 1206            |
| 7   | 174 | "Super Fun Time"            | Trey Parker  | Trey Parker            | 23 de abril de 2008    | 1207            |
| 8   | 175 | "The China Probrem"         | Trey Parker  | Trey Parker Matt Stone | 8 de outubro de 2008   | 1208            |
| 9   | 176 | "Breast Cancer Show Ever"   | Trey Parker  | Trey Parker Matt Stone | 15 de outubro de 2008  | 1209            |
| 10  | 177 | "Pandemic"                  | Trey Parker  | Trey Parker            | 22 de outubro de 2008  | 1210            |
| 11  | 178 | "Pandemic 2: The Startling" | Trey Parker  | Trey Parker Matt Stone | 29 de outubro de 2008  | 1211            |
| 12  | 179 | "About Last Night"          | Trey Parker  | Trey Parker            | 5 de novembro de 2008  | 1212            |
| 13  | 180 | "Elementary School Musical" | Trey Parker  | Trey Parker Matt Stone | 12 de novembro de 2008 | 1213            |
| 14  | 181 | "The Ungroundable"          | Trey Parker  | Trey Parker            | 19 de novembro de 2008 | 1214            |

### Décima Terceira Temporada:2009
| No. | Nº na temporada | Título                  | Diretor     | Roteirista  | Audiência (em milhões nos EUA) | Exibição original      | Código de produção |
| --- | --------------- | ----------------------- | ----------- | ----------- | ------------------------------ | ---------------------- | ------------------ |
| 182 | 01              | "The Ring"              | Trey Parker | Trey Parker | 3.41                           | 11 de março de 2009    | 1301               |
| 183 | 02              | "The Coon"              | Trey Parker | Trey Parker | 3.27                           | 18 de março de 2009    | 1302               |
| 184 | 03              | "Margaritaville"        | Trey Parker | Trey Parker | 2.77                           | 25 de março de 2009    | 1303               |
| 185 | 04              | "Eat, Pray, Queef"      | Trey Parker | Trey Parker | 3.0                            | 01 de abril de 2009    | 1304               |
| 186 | 05              | "Fishsticks"            | Trey Parker | Trey Parker | 3.1                            | 08 de abril de 2009    | 1305               |
| 187 | 06              | "Pinewood Derby"        | Trey Parker | Trey Parker | 2.78                           | 15 de abril de 2009    | 1306               |
| 188 | 07              | "Fatbeard"              | Trey Parker | Trey Parker | 2.59                           | 22 de abril de 2009    | 1307               |
| 189 | 08              | "Dead Celebrities"      | Trey Parker | Trey Parker | 2.67                           | 07 de outubro de 2009  | 1308               |
| 190 | 09              | "Butters' Bottom Bitch" | Trey Parker | Trey Parker | 2.56                           | 14 de outubro de 2009  | 1309               |
| 191 | 10              | "W.T.F."                | Trey Parker | Trey Parker | 1.37                           | 21 de outubro de 2009  | 1310               |
| 192 | 11              | "Whale Whores"          | Trey Parker | Trey Parker | Não informado                  | 28 de outubro de 2009  | 1311               |
| 193 | 12              | "The F Word"            | Trey Parker | Trey Parker | 1.99                           | 04 de novembro de 2009 | 1312               |
| 194 | 13              | "Dances with Smurfs"    | Trey Parker | Trey Parker | 1.47                           | 11 de novembro de 2009 | 1313               |
| 195 | 14              | "Pee"                   | Trey Parker | Trey Parker | 2.87                           | 18 de novembro de 2009 | 1314               |

### Décima Quarta Temporada:2010
| No. | Nº na temporada | Título                              | Diretor     | Roteirista  | Audiência (em milhões nos EUA) | Exibição original      | Código de produção |
| --- | --------------- | ----------------------------------- | ----------- | ----------- | ------------------------------ | ---------------------- | ------------------ |
| 196 | 01              | "Sexual Healing"                    | Trey Parker | Trey Parker | 3.74                           | 17 de março de 2010    | 1401               |
| 197 | 02              | "The Tale of Scrotie McBoogerballs" | Trey Parker | Trey Parker | 3.24                           | 24 de março de 2010    | 1402               |
| 198 | 03              | "Medicinal Fried Chicken"           | Trey Parker | Trey Parker | 2.99                           | 31 de março de 2010    | 1403               |
| 199 | 04              | "You Have 0 Friends"                | Trey Parker | Trey Parker | 3.07                           | 07 de abril de 2010    | 1404               |
| 200 | 05              | "200"                               | Trey Parker | Trey Parker | 3.33                           | 14 de abril de 2010    | 1405               |
| 201 | 06              | "201"                               | Trey Parker | Trey Parker | 3.50                           | 21 de abril de 2010    | 1406               |
| 202 | 07              | "Crippled Summer"                   | Trey Parker | Trey Parker | 3.55                           | 28 de abril de 2010    | 1407               |
| 203 | 08              | "Poor and Stupid"                   | Trey Parker | Trey Parker | 3.14                           | 06 de outubro de 2010  | 1408               |
| 204 | 09              | "It's a Jersey Thing"               | Trey Parker | Trey Parker | 3.25                           | 13 de outubro de 2010  | 1409               |
| 205 | 10              | "Insheeption"                       | Trey Parker | Trey Parker | 2.89                           | 20 de outubro de 2010  | 1410               |
| 206 | 11              | "Coon 2: Hindsight"                 | Trey Parker | Trey Parker | 2.76                           | 27 de outubro de 2010  | 1411               |
| 207 | 12              | "Mysterion Rises"                   | Trey Parker | Trey Parker | 2.85                           | 03 de novembro de 2010 | 1412               |
| 208 | 13              | "Coon vs. Coon and Friends"         | Trey Parker | Trey Parker | 2.79                           | 10 de novembro de 2010 | 1413               |
| 209 | 14              | "Crème Fraîche"                     | Trey Parker | Trey Parker | 2.49                           | 17 de novembro de 2010 | 1414               |

### Décima Quinta Temporada:2011
| No. | Nº na temporada | Título                            | Diretor     | Roteirista                                 | Audiência (em milhões nos EUA) | Exibição original      | Código de produção |
| --- | --------------- | --------------------------------- | ----------- | ------------------------------------------ | ------------------------------ | ---------------------- | ------------------ |
| 210 | 01              | "HumancentiPad"                   | Trey Parker | Trey Parker                                | 3.11                           | 27 de abril de 2011    | 1501               |
| 211 | 02              | "Funnybot"                        | Trey Parker | Trey Parker                                | 2.59                           | 04 de maio de 2011     | 1502               |
| 212 | 03              | "Royal Pudding"                   | Trey Parker | Trey Parker                                | 2.43                           | 11 de maio de 2011     | 1503               |
| 213 | 04              | "T.M.I."                          | Trey Parker | Trey Parker                                | 2.42                           | 18 de maio de 2011     | 1504               |
| 214 | 05              | "Crack Baby Athletic Association" | Trey Parker | Trey Parker                                | 2.53                           | 25 de maio de 2011     | 1505               |
| 215 | 06              | "City Sushi"                      | Trey Parker | Trey Parker                                | 2.56                           | 01 de junho de 2011    | 1506               |
| 216 | 07              | "You're Getting Old"              | Trey Parker | Trey Parker                                | 2.30                           | 08 de junho de 2011    | 1507               |
| 217 | 08              | "Ass Burgers"                     | Trey Parker | Trey Parker                                | 2.94                           | 05 de outubro de 2011  | 1508               |
| 218 | 09              | "The Last of the Meheecans"       | Trey Parker | Trey Parker                                | 2.90                           | 12 de outubro de 2011  | 1509               |
| 219 | 10              | "Bass to Mouth"                   | Trey Parker | Trey Parker                                | 2.43                           | 19 de outubro de 2011  | 1510               |
| 220 | 11              | "Broadway Bro Down"               | Trey Parker | Trey Parker & Robert Lopez (não creditado) | 2.92                           | 26 de outubro de 2011  | 1511               |
| 221 | 12              | "1%"                              | Trey Parker | Trey Parker                                | 2.85                           | 02 de novembro de 2011 | 1512               |
| 222 | 13              | "A History Channel Thanksgiving"  | Trey Parker | Trey Parker                                | 2.85                           | 09 de novembro de 2011 | 1513               |
| 223 | 14              | "The Poor Kid"                    | Trey Parker | Trey Parker                                | 2.41                           | 16 de novembro de 2011 | 1514               |

### Decima Sexta Temporada:2012
| No. | Nº na temporada | Título                               | Diretor     | Roteirista  | Audiência (em milhões nos EUA) | Exibição original      | Código de produção |
| --- | --------------- | ------------------------------------ | ----------- | ----------- | ------------------------------ | ---------------------- | ------------------ |
| 224 | 01              | "Reverse Cowgirl"                    | Trey Parker | Trey Parker | 2.63                           | 14 de Março de 2012    | 1601               |
| 225 | 02              | "Cash for Gold"                      | Trey Parker | Trey Parker | 2.31                           | 21 de Março de 2012    | 1602               |
| 226 | 03              | "Faith Hilling"                      | Trey Parker | Trey Parker | 2.70                           | 28 de Março de 2012    | 1603               |
| 227 | 04              | "Jewpacabra"                         | Trey Parker | Trey Parker | 2.69                           | 04 de Abril de 2012    | 1604               |
| 228 | 05              | "Butterballs"                        | Trey Parker | Trey Parker | 2.23                           | 11 de Abril de 2012    | 1605               |
| 229 | 06              | "I Should Have Never Gone Ziplining" | Trey Parker | Trey Parker | 2.43                           | 18 de Abril de 2012    | 1606               |
| 230 | 07              | "Cartman Finds Love"                 | Trey Parker | Trey Parker | 2.33                           | 25 de Abril de 2012    | 1607               |
| 231 | 08              | "Sarcastaball"                       | Trey Parker | Trey Parker | 1.84                           | 26 de Setembro de 2012 | 1608               |
| 232 | 09              | "Raising the Bar"                    | Trey Parker | Trey Parker | 1.69                           | 03 de Outubro de 2012  | 1609               |
| 233 | 10              | "Insecurity"                         | Trey Parker | Trey Parker | 2.33                           | 10 de Outubro de 2012  | 1610               |
| 234 | 11              | "Going Native"                       | Trey Parker | Trey Parker | 1.98                           | 17 de Outubro de 2012  | 1611               |
| 235 | 12              | "A Nightmare on Face Time"           | Trey Parker | Trey Parker | 1.89                           | 24 de Outubro de 2012  | 1612               |
| 236 | 13              | "A Scause for Applause"              | Trey Parker | Trey Parker | 1.96                           | 31 de Outubro de 2012  | 1613               |
| 237 | 14              | "Obama Wins!"                        | Trey Parker | Trey Parker | 2.19                           | 07 de Novembro de 2012 | 1614               |

### Décima Sétima Temporada:2013
| No. | Nº na temporada | Título original                   | Diretor     | Roteirista  | Audiência (em milhões nos EUA) | Exibição original      | Código de produção |
| --- | --------------- | --------------------------------- | ----------- | ----------- | ------------------------------ | ---------------------- | ------------------ |
| 238 | 01              | "Let Go, Let Gov"                 | Trey Parker | Trey Parker | 2.89                           | 25 de setembro de 2013 | 1701               |
| 239 | 02              | "Informative Murder Porn"         | Trey Parker | Trey Parker | 2.49                           | 02 de outubro de 2013  | 1702               |
| 240 | 03              | "World War Zimmerman"             | Trey Parker | Trey Parker | 2.06                           | 09 de outubro de 2013  | 1703               |
| 241 | 04              | "Goth Kids 3: Dawn of the Posers" | Trey Parker | Trey Parker | 1.83                           | 23 de outubro de 2013  | 1704               |
| 242 | 05              | "Taming Strange"                  | Trey Parker | Trey Parker | 1.89                           | 30 de outubro de 2013  | 1705               |
| 243 | 06              | "Ginger Cow"                      | Trey Parker | Trey Parker | 2.39                           | 06 de novembro de 2013 | 1706               |
| 244 | 07              | "Black Friday"                    | Trey Parker | Trey Parker | 2.07                           | 13 de novembro de 2013 | 1707               |
| 245 | 08              | "A Song of Ass and Fire"          | Trey Parker | Trey Parker | 2.39                           | 20 de novembro de 2013 | 1708               |
| 246 | 09              | "Titties and Dragons"             | Trey Parker | Trey Parker | 2.48                           | 04 de dezembro de 2013 | 1709               |
| 247 | 10              | "The Hobbit"                      | Trey Parker | Trey Parker | 2.17                           | 11 de dezembro de 2013 | 1710               |

### Décima Oitava Temporada:2014
| No. | Nº na temporada | Título original       | Título em Português       | Diretor     | Roteirista  | Audiência (em milhões nos EUA) | Exibição original      | Exibição no Brasil     | Código de produção |
| --- | --------------- | --------------------- | ------------------------- | ----------- | ----------- | ------------------------------ | ---------------------- | ---------------------- | ------------------ |
| 248 | 01              | "Go Fund Yourself"    | "Vai se Fundar"           | Trey Parker | Trey Parker | 2.40                           | 24 de setembro de 2014 | 29 de outubro de 2014  | 1801               |
| 249 | 02              | "Gluten Free Ebola"   | "Ebola sem Glúten"        | Trey Parker | Trey Parker | 2.24                           | 1 de outubro de 2014   | 5 de novembro de 2014  | 1802               |
| 250 | 03              | "The Cissy"           | "Marica"                  | Trey Parker | Trey Parker | 2.02                           | 8 de outubro de 2014   | 12 de novembro de 2014 | 1803               |
| 251 | 04              | "Handicar"            | "Handicar"                | Trey Parker | Trey Parker | 1.73                           | 15 de outubro de 2014  | 19 de novembro de 2014 | 1804               |
| 252 | 05              | "The Magic Bush"      | "O Arbusto Mágico"        | Trey Parker | Trey Parker | 1.73                           | 29 de outubro de 2014  | 26 de novembro de 2014 | 1805               |
| 253 | 06              | "Freemium Isn't Free" | "Freemium não é de Graça" | Trey Parker | Trey Parker | 1.70                           | 5 de novembro de 2014  | 3 de dezembro de 2014  | 1806               |
| 254 | 07              | "Grounded Vindaloop"  | "Realidade Virtual"       | Trey Parker | Trey Parker | não informado                  | 12 de novembro de 2014 | 10 de dezembro de 2014 | 1807               |
| 255 | 08              | "Cock Magic"          | "Magic de Galo"           | Trey Parker | Trey Parker | não informado                  | 19 de novembro de 2014 | 17 de dezembro de 2014 | 1808               |
| 256 | 09              | "#REHASH"             | "#REFAZER"                | Trey Parker | Trey Parker | não informado                  | 3 de dezembro de 2014  | 7 de janeiro de 2015   | 1809               |
| 257 | 10              | "#HappyHolograms"     | "#BonsHologramas"         | Trey Parker | Trey Parker | não informado                  | 10 de dezembro de 2014 | 7 de janeiro de 2015   | 1810               |

### Décima Nona Temporada:2015
| No. | Nº na temporada | Título original              | Diretor     | Roteirista  | Audiência (em milhões nos EUA) | Exibição original      | Código de produção |
| --- | --------------- | ---------------------------- | ----------- | ----------- | ------------------------------ | ---------------------- | ------------------ |
| 258 | 01              | "Stunning and Brave"         | Trey Parker | Trey Parker | 1.76                           | 16 de setembro de 2015 | 1901               |
| 259 | 02              | "Where My Country Gone?"     | Trey Parker | Trey Parker | 1.49                           | 23 de setembro de 2015 | 1902               |
| 260 | 03              | "The City Part of Town"      | Trey Parker | Trey Parker | 1.32                           | 30 de setembro de 2015 | 1903               |
| 261 | 04              | "You're Not Yelping"         | Trey Parker | Trey Parker | 1.37                           | 14 de outubro de 2015  | 1904               |
| 262 | 05              | "Safe Space"                 | Trey Parker | Trey Parker | 1.21                           | 21 de outubro de 2015  | 1905               |
| 263 | 06              | "Tweek x Craig"              | Trey Parker | Trey Parker | 1.34                           | 28 de outubro de 2015  | 1906               |
| 264 | 07              | "Naughty Ninjas"             | Trey Parker | Trey Parker | 1.42                           | 11 de novembro de 2015 | 1907               |
| 265 | 08              | "Sponsored Content"          | Trey Parker | Trey Parker | 1.30                           | 18 de novembro de 2015 | 1908               |
| 266 | 09              | "Truth and Advertising"      | Trey Parker | Trey Parker | 1.43                           | 02 de dezembro de 2015 | 1909               |
| 267 | 10              | "PC Principal Final Justice" | Trey Parker | Trey Parker | 1.83                           | 09 de dezembro de 2015 | 1910               |

### Vigésima Temporada:2016
| No. | Nº na temporada | Título original                          | Diretor     | Roteirista  | Audiência (em milhões nos EUA) | Exibição original      | Código de produção |
| --- | --------------- | ---------------------------------------- | ----------- | ----------- | ------------------------------ | ---------------------- | ------------------ |
| 268 | 01              | "Member Berries"                         | Trey Parker | Trey Parker | 2.17                           | 14 de setembro de 2016 | 2001               |
| 269 | 02              | "Skank Hunt"                             | Trey Parker | Trey Parker | 1.58                           | 21 de setembro de 2016 | 2002               |
| 270 | 03              | "The Damned"                             | Trey Parker | Trey Parker | 1.79                           | 28 de setembro de 2016 | 2003               |
| 271 | 04              | "Wieners Out"                            | Trey Parker | Trey Parker | 1.82                           | 12 de outubro de 2016  | 2004               |
| 272 | 05              | "Douche and a Danish"                    | Trey Parker | Trey Parker | 1.32                           | 19 de outubro de 2016  | 2005               |
| 273 | 06              | "Fort Collins"                           | Trey Parker | Trey Parker | 1.41                           | 26 de outubro de 2016  | 2006               |
| 274 | 07              | "Oh, Jeez"                               | Trey Parker | Trey Parker | 2.03                           | 09 de novembro de 2016 | 2007               |
| 275 | 08              | "Members Only"                           | Trey Parker | Trey Parker | 1.79                           | 16 de novembro de 2016 | 2008               |
| 276 | 09              | "Not Funny"                              | Trey Parker | Trey Parker | 1.45                           | 30 de novembro de 2016 | 2009               |
| 277 | 10              | "The End of Serialization as We Know It" | Trey Parker | Trey Parker | 1.82                           | 07 de dezembro de 2016 | 2010               |

### Vigésima Primeira Temporada:2017
| No. | Nº na temporada | Título em português                | Diretor     | Roteirista  | Audiência (em milhões nos EUA) | Exibição original      | Código de produção |
| --- | --------------- | ---------------------------------- | ----------- | ----------- | ------------------------------ | ---------------------- | ------------------ |
| 278 | 01              | "Pessoas brancas reformando Casas" | Trey Parker | Trey Parker | 1.68                           | 13 de setembro de 2017 | 2101               |
| 279 | 02              | "Desliga aí"                       | Trey Parker | Trey Parker | 1.25                           | 20 de setembro de 2017 | 2102               |
| 280 | 03              | "Especial de Feriado"              | Trey Parker | Trey Parker | 1.25                           | 27 de setembro de 2017 | 2103               |
| 281 | 04              | "Prequela de Franquia"             | Trey Parker | Trey Parker | 1.12                           | 11 de outubro de 2017  | 2104               |
| 282 | 05              | "Hummels e a Heroína"              | Trey Parker | Trey Parker | 0.93                           | 18 de outubro de 2017  | 2105               |
| 283 | 06              | "Filhos de bruxas"                 | Trey Parker | Trey Parker | 1.22                           | 25 de outubro de 2017  | 2106               |
| 284 | 07              | "Dobrando a aposta"                | Trey Parker | Trey Parker | 1.13                           | 08 de novembro de 2017 | 2107               |
| 285 | 08              | "Leitões de Musgo"                 | Trey Parker | Trey Parker | 1.09                           | 15 de novembro de 2017 | 2108               |
| 286 | 09              | "Super Hard PCness"                | Trey Parker | Trey Parker | 0.90                           | 29 de novembro de 2017 | 2109               |
| 287 | 10              | "Splatty Tomato                    | Trey Parker | Trey Parker | 0.97                           | 06 de dezembro de 2017 | 2110               |

### Vigésima Segunda Temporada: 2018
| No. | Nº na temporada | Titulo                   | Diretor     | Roteirista  | Audiência (em milhões nos EUA) | Exibição original      | Código de produção |
| --- | --------------- | ------------------------ | ----------- | ----------- | ------------------------------ | ---------------------- | ------------------ |
| 288 | 1               | "Dead Kids"              | Trey Parker | Matt Stone  | 1.09                           | 26 de setembro de 2018 | 2201               |
| 289 | 2               | "A Boy and a Priest"     | Trey Parker | Trey Parker | 0.93                           | 3 de outubro de 2018   | 2202               |
| 290 | 3               | "The Problem with a Poo" | Trey Parker | Trey Parker | 0.97                           | 10 de outubro de 2018  | 2203               |
| 291 | 4               | "Tegridy Farms"          | Trey Parker | Trey Parker | 0.71                           | 17 de outubro de 2018  | 2204               |
| 292 | 5               | "The Scoots"             | Trey Parker | Trey Parker | 0.84                           | 31 de outubro de 2018  | 2205               |
| 293 | 6               | "Time to Get Cereal"     | Trey Parker | Trey Parker | 0.83                           | 7 de novembro de 2018  | 2206               |
| 294 | 7               | "Nobody Got Cereal?"     | Trey Parker | Trey Parker | 0.82                           | 14 de novembro de 2018 | 2207               |
| 295 | 8               | "Buddha Box"             | Trey Parker | Trey Parker | 0.83                           | 28 de novembro de 2018 | 2208               |
| 296 | 9               | "Unfulfilled"            | Trey Parker | Trey Parker | 0.77                           | 5 de dezembro de 2018  | 2209               |
| 297 | 10              | "Bike Parade"            | Trey Parker | Trey Parker | 0.83                           | 12 de dezembro de 2018 | 2210               |

### Vigésima Terceira Temporada: 2019
| No. | Nº na temporada | Titulo                            | Diretor     | Roteirista  | Audiência (em milhões nos EUA) | Exibição original      | Código de produção |
| --- | --------------- | --------------------------------- | ----------- | ----------- | ------------------------------ | ---------------------- | ------------------ |
| 298 | 1               | "Mexican Joker"                   | Trey Parker | Trey Parker | 0.92                           | 25 de setembro de 2019 | 2301               |
| 299 | 2               | "Band in China"                   | Trey Parker | Trey Parker | 0.73                           | 2 de outubro de 2019   | 2302               |
| 300 | 3               | "Shots!!!"                        | Trey Parker | Trey Parker | 0.95                           | 9 de outubro de 2019   | 2303               |
| 301 | 4               | "Let Them Eat Goo"                | Trey Parker | Trey Parker | 0.77                           | 16 de outubro de 2019  | 2304               |
| 302 | 5               | "Tegridy Farms Halloween Special" | Trey Parker | Trey Parker | 0.84                           | 30 de outubro de 2019  | 2305               |
| 303 | 6               | "Season Finale"                   | Trey Parker | Trey Parker | 0.84                           | 6 de novembro de 2019  | 2306               |
| 304 | 7               | "Board Girls"                     | Trey Parker | Trey Parker | 0.85                           | 13 de novembro de 2019 | 2307               |
| 305 | 8               | "Turd Burglars"                   | Trey Parker | Trey Parker | 0.66                           | 27 de novembro de 2019 | 2308               |
| 306 | 9               | "Basic Cable"                     | Trey Parker | Trey Parker | 0.80                           | 4 de dezembro de 2019  | 2309               |
| 307 | 10              | "Christmas Snow"                  | Trey Parker | Trey Parker | 0.81                           | 11 de dezembro de 2019 | 2310               |

### Vigésima quarta temporada: 2020-2021
| No. | Nº na temporada | Titulo                           | Diretor     | Roteirista  | Audiência (em milhões nos EUA) | Exibição original      | Código de produção |
| --- | --------------- | -------------------------------- | ----------- | ----------- | ------------------------------ | ---------------------- | ------------------ |
| 308 | 1               | "The Pandemic Special"           | Trey Parker | Trey Parker | 2.27                           | 30 de setembro de 2020 | 2401               |
| 309 | 2               | "South ParQ Vaccination Special" | Trey Park   | Trey Park   | 1.74                           | 10 de março de 2021    | 2402               |

### Especiais: 2021
| No. | Titulo                                        | Diretor     | Roteirista  | Exibição original      |
| --- | --------------------------------------------- | ----------- | ----------- | ---------------------- |
| 310 | "South Park: Post Covid"                      | Trey Parker | Trey Parker | 25 de novembro de 2021 |
| 311 | "South Park: Post Covid: The Return of Covid" | Trey Parker | Trey Parker | 16 de dezembro de 2021 |

### Vigésima quinta temporada: 2022
| Número | Episódio | Título                                                                                          | Dirigido por | Escrito por | Exibição original       | Exibição no Brasil      | Cód. de produção |
| ------ | -------- | ----------------------------------------------------------------------------------------------- | ------------ | ----------- | ----------------------- | ----------------------- | ---------------- |
| 312    | 1        | "Pajama Day" "Dia do Pijama"                                                                    | Trey Parker  | Trey Parker | 2 de fevereiro de 2022  | 8 de fevereiro de 2022  | 2501             |
| 313    | 2        | "The Big Fix" "A Grande Redenção"                                                               | Trey Parker  | Trey Parker | 9 de fevereiro de 2022  | 15 de fevereiro de 2022 | 2502             |
| 314    | 3        | "City People" "Pessoas da Cidade"                                                               | Trey Parker  | Trey Parker | 16 de fevereiro de 2022 | 22 de fevereiro de 2022 | 2503             |
| 315    | 4        | "Back to the Cold War" "De Volta à Guerra Fria"                                                 | Trey Parker  | Trey Parker | 2 de março de 2022      | 8 de março de 2022      | 2504             |
| 316    | 5        | "Help, My Teenager Hates Me!" "Socorro, Meu Adolescente me Odeia!"                              | Trey Parker  | Trey Parker | 9 de março de 2022      | 15 de março de 2022     | 2505             |
| 317    | 6        | "Credigree Weed St. Patrick's Day Special" "Maconha Malandrági Especial do Dia de São Patrício" | Trey Parker  | Trey Parker | 16 de março de 2023     | 22 de março de 2022     | 2506             |

### Especiais: 2022
| no. | Titulo                                 | Diretor     | Roteirista  | Exibição original      |
| --- | -------------------------------------- | ----------- | ----------- | ---------------------- |
| 318 | "South Park The Streaming Wars"        | Trey Parker | Trey Parker | 1 de junho de 2022     |
| 319 | "South Park The Streaming Wars Part 2" | Trey Parker | Trey Parker | 13 de julho de de 2022 |

### Vigésima sexta temporada: 2023
| Número | Episódio | Título                                                      | Dirigido por | Escrito por          | Exibição original       | Exibição no Brasil  | Cód. de produção |
| ------ | -------- | ----------------------------------------------------------- | ------------ | -------------------- | ----------------------- | ------------------- | ---------------- |
| 320    | 1        | "Cupid Ye" "Cupido Ye"                                      | Matt Stone   | Matt Stone           | 8 de fevereiro de 2023  | 9 de março de 2023  | 2601             |
| 321    | 2        | "The Worldwide Privacy Tour" "Turnê Mundial da Privacidade" | Trey Parker  | Trey Parker          | 15 de fevereiro de 2023 | 16 de março de 2023 | 2602             |
| 322    | 3        | "Japanese Toilet" "Privada Japonesa"                        | Trey Parker  | Trey Parker          | 1 de março de 2023      | 23 de março de 2023 | 2603             |
| 323    | 4        | "Deep Learning" "Aprendizado Profundo"                      | Trey Parker  | Trey Parker; ChatGPT | 8 de março de 2023      | 30 de março de 2023 | 2604             |
| 324    | 5        | "DikinBaus Hot Dogs"                                        | Trey Parker  | Trey Parker          | 22 de março de 2023     | 13 de abril de 2023 | 2605             |
| 325    | 6        | "Spring Break" "Semana do Saco Cheio"                       | Trey Parker  | Trey Parker          | 29 de março de 2023     | 20 de abril de 2023 | 2606             |

### Especiais: 2023-2024
| no. | Titulo                                 | Diretor     | Roteirista  | Exibição original      |
| --- | -------------------------------------- | ----------- | ----------- | ---------------------- |
| 326 | South Park: Joining the Panderverse    | Trey Parker | Trey Parker | 27 de outubro de 2023  |
| 327 | South Park (Not Suitable for Children) | Trey Parker | Trey Parker | 20 de dezembro de 2023 |
| 328 | South Park: The End of Obesity         | Trey Parker | Trey Parker | 24 de maio de 2024     |

### Vigésima sétima temporada: 2025
| Número | Episódio | Título                                        | Dirigido por | Escrito por | Exibição original   | Código de produção |
| ------ | -------- | --------------------------------------------- | ------------ | ----------- | ------------------- | ------------------ |
| 329    | 1        | "Sermon on the 'Mount" "O sermão na Montanha" | Trey Parker  | Trey Parker | 23 de julho de 2025 | 2701               |